# Schachklub Luzern
Die Schachgesellschaft Luzern ist einer der ältesten Schachklubs der Schweiz. Der Sitz des Schachvereins ist in Luzern LU.
Im Jahre 1982 stieg Luzern als Sieger der NLB Ostgruppe in die Nationalliga A auf. Luzern wurde auf dem 5. Schlussrang klassiert. 1984 stieg Luzern mit null Punkten wieder in die NLB ab. Luzern spielte zwei Saisons in der NLB. Mit Rang vier verpasst Luzern zwar den Aufstieg in die NLA, aber 1 Jahr später, 1987 stieg Luzern mit Rang 1 überzeugend in die NLA auf. Luzern klassierte sich auf Rang 2 hinter Biel. In der zweiten Saison in der NLA platzierte sich Luzern auf Rang 3. In der dritten Saison fiel Luzern auf den 5. Rang zurück.
1991 gewann Luzern das erste Mal die Schweizer Mannschaftsmeisterschaft mit Robert Hübner am Spitzenbrett. Später spielten auch die Großmeister Larry Christiansen und Artur Jussupow, Michele Godena, Rustem Dautov, Vadim Milov und Vlastimil Hort für Luzern.
Im Jahr 2002 gelang der Sprung auf das Podest und auch 2015 holte Luzern die Bronzemedaille. Im Jahr 2018 gelang überraschend, da die Mannschaft nicht zu den Favoriten zählte, die zweite Schweizer Mannschaftsmeisterschaft. Die Großmeister Robert Hübner, Martin Krämer und Noël Studer führten die erfolgreiche Mannschaft an. Ab 2000 war Werner Rupp Präsident der Schachgesellschaft Luzern, der auch das Schweizer Schachmuseum betreibt. Danach wurde Jörg Schmid Präsident der Schachgesellschaft.
Im Dezember 2021 holte sich die Schachgesellschaft Luzern ihren dritten Schweizermeister-Titel. Die acht Stammspieler waren Oliver Kurmann (Captain), Martin Krämer, Gabriel Gähwiler, David Arcuti, Ghazal Hakimifard, Alfred Weindl, Valery Atlas, Alexander Rusev.